# Діккенс (Айова)
Діккенс (англ. Dickens) — місто (англ. city) в США, в окрузі Клей штату Айова. Населення — 146 осіб (2020).

## Географія
Діккенс розташований за координатами 43°8′2″ пн. ш. 95°1′20″ зх. д. / 43.13389° пн. ш. 95.02222° зх. д. (43.133827, -95.022192).  За даними Бюро перепису населення США в 2010 році місто мало площу 2,19 км², уся площа — суходіл.

## Демографія
Згідно з переписом 2010 року, у місті мешкало 185 осіб у 72 домогосподарствах у складі 52 родин. Густота населення становила 85 осіб/км².  Було 76 помешкань (35/км²).
Расовий склад населення:
| - 98,4 % — білих - 0,5 % — азіатів - 1,1 % — осіб інших рас |

До двох чи більше рас належало 0,0 %. Частка іспаномовних становила 1,1 % від усіх жителів.
За віковим діапазоном населення розподілялося таким чином: 24,9 % — особи молодші 18 років, 61,0 % — особи у віці 18—64 років, 14,1 % — особи у віці 65 років та старші. Медіана віку мешканця становила 37,8 року. На 100 осіб жіночої статі у місті припадало 112,6 чоловіків;  на 100 жінок у віці від 18 років та старших — 124,2 чоловіків також старших 18 років.
Середній дохід на одне домашнє господарство  становив 56 163 долари США (медіана — 45 625), а середній дохід на одну сім'ю — 57 554 долари (медіана — 46 250). За межею бідності перебувало 25,9 % осіб, у тому числі 28,6 % дітей у віці до 18 років та 0,0 % осіб у віці 65 років та старших.
Цивільне працевлаштоване населення становило 106 осіб. Основні галузі зайнятості: освіта, охорона здоров'я та соціальна допомога — 29,2 %, виробництво — 20,8 %, роздрібна торгівля — 13,2 %, будівництво — 7,5 %.